# Syzygium mundagam
Syzygium mundagam är en myrtenväxtart som först beskrevs av Thomas Fulton Bourdillon, och fick sitt nu gällande namn av Chithra. Syzygium mundagam ingår i släktet Syzygium och familjen myrtenväxter. Inga underarter finns listade i Catalogue of Life.

## Bildgalleri

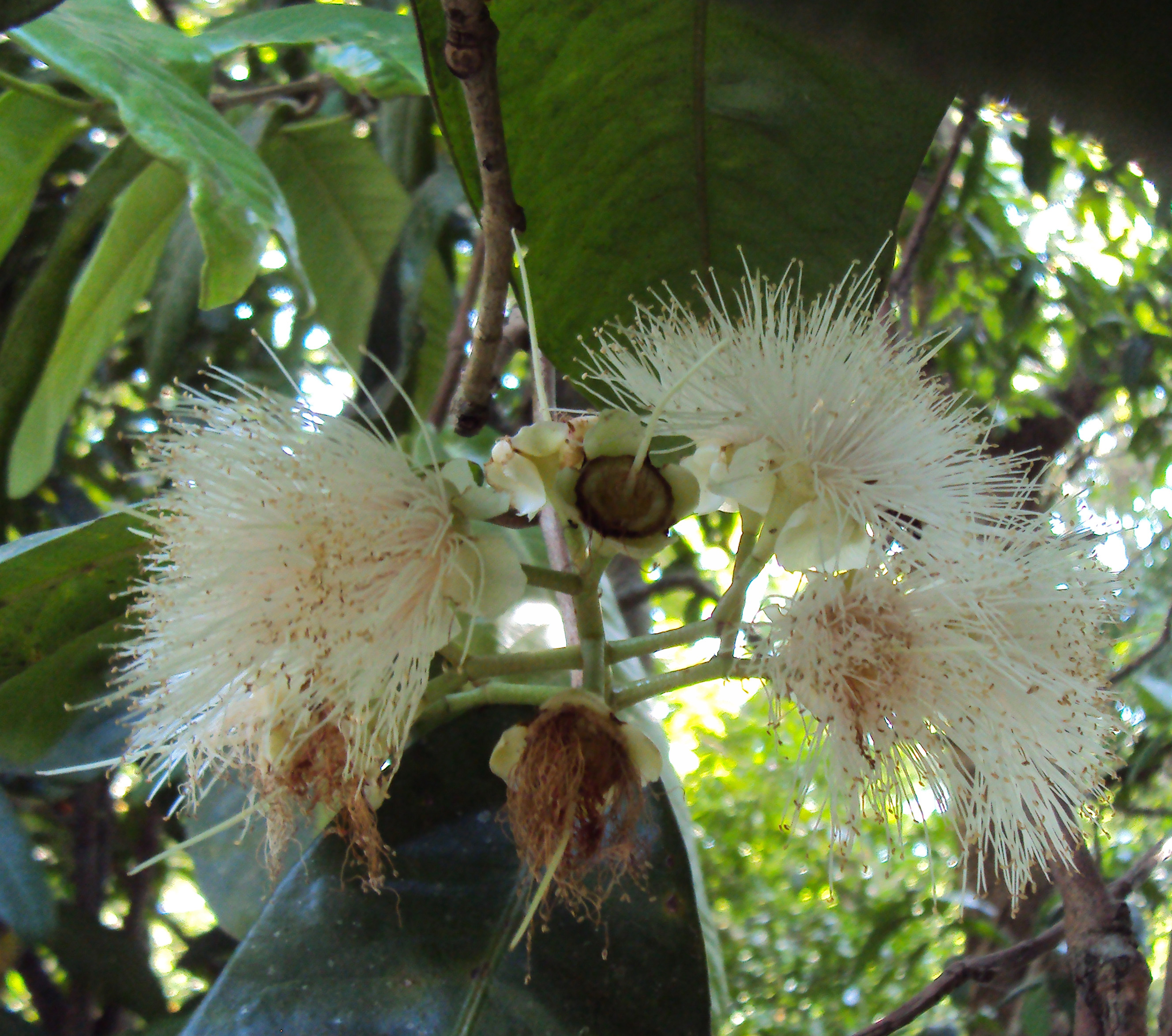
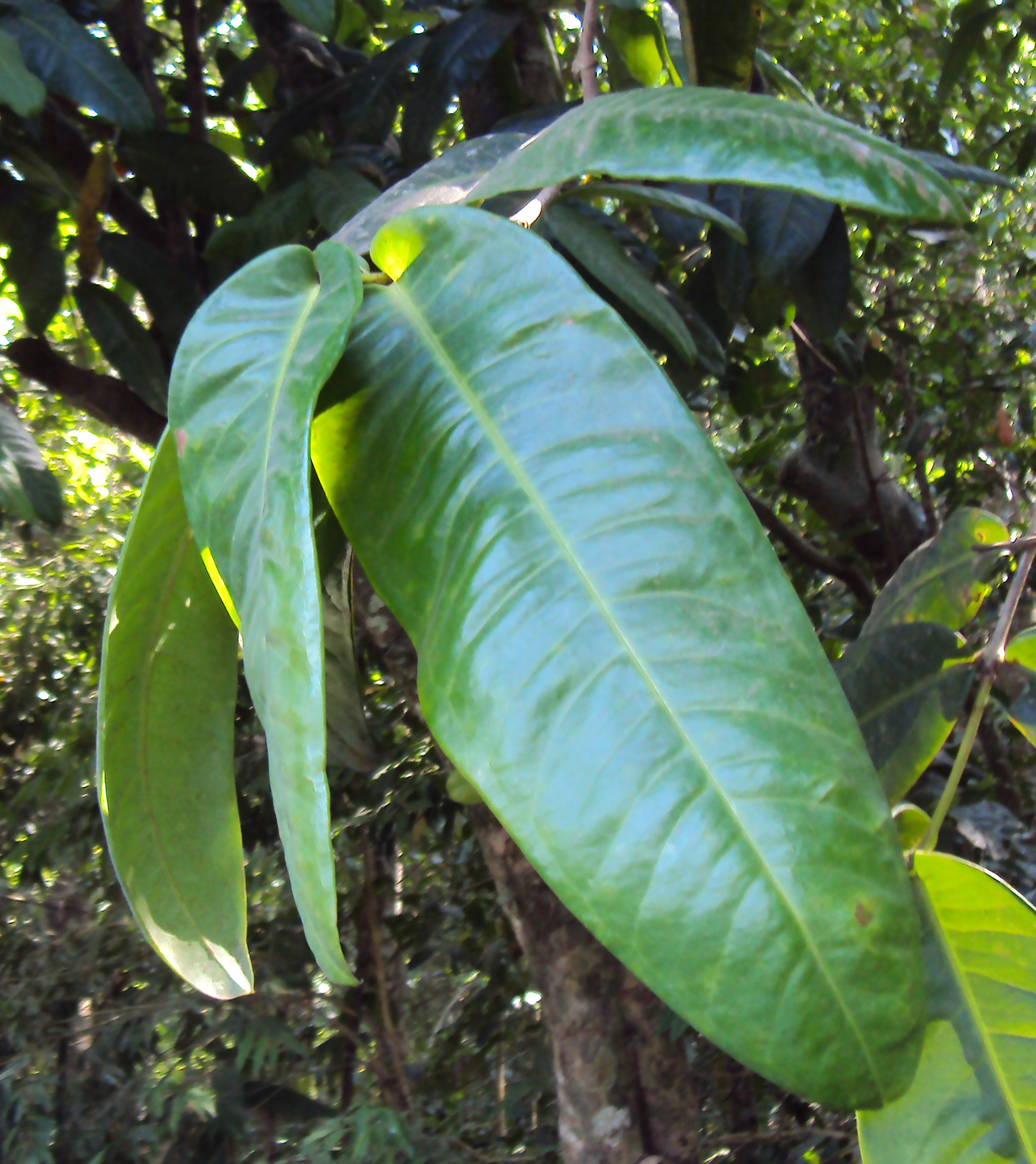
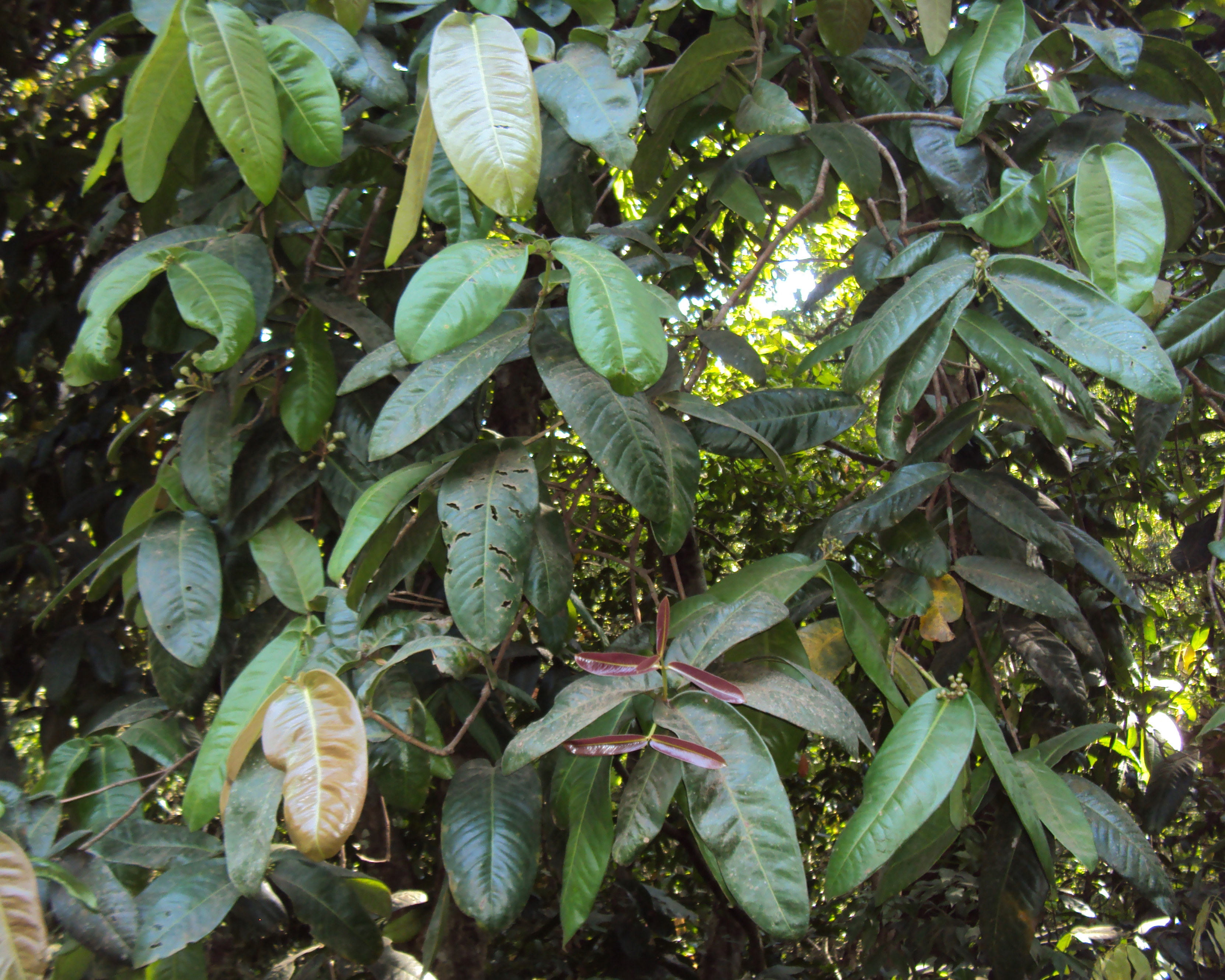
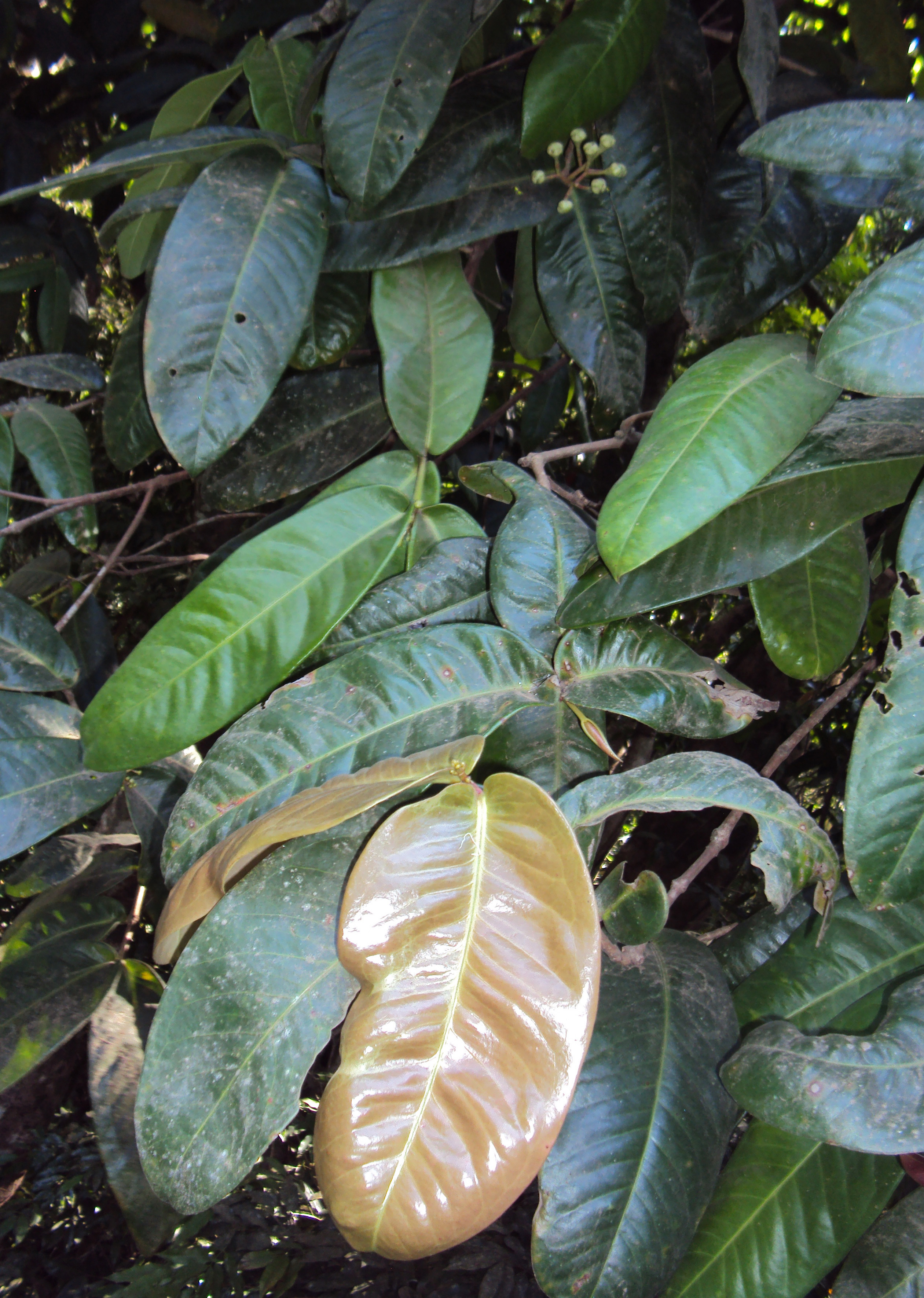